# Водосховища Харківської області
На території Харківської області побудовано 57 водосховищ об'ємом води понад 1 млн м³ кожне, загальною площею водного дзеркала — 30,415 тис. га та загальним об'ємом води: повним — 1497,25 млн м³, корисним — 1357 млн м³.
Найбільші з них: Печенізьке — 383 млн м³, Краснопавлівське — 410 млн м³, які відіграють важливу роль у промислово-питному забезпеченні Харківської області водою. Раніше в області було величезне Оскільське — 435,1 млн м³, що припинило існувати через війну.
Водогосподарські паспорти розроблено на 42 водосховища. Правила експлуатації розроблено на 8 водосховищ.
Деякі водосховища перебувають на балансі підприємств і організацій, в яких функціонує служба догляду та ремонту гідротехнічних споруд, а саме:
- На балансі Харківського обласного управління водних ресурсів знаходиться 16 водосховищ загальною площею 3257,33 га та загальним об'ємом 113,56 млн м³. Основні з них: Трав'янське — 22,2 млн м³, Муромське — 14,0 млн м³, Рогозянське — 15,0 млн м³, Олександрівське — 11,4 млн м³, Великобурлуцьке — 14,2 млн м³, Берекське — 9,25 млн м³, які використовуються для потреб зрошення, рекреації, риборозведення та господарських потреб.
- На балансі КП «Харківводоканал» знаходяться Печенізьке і В'ялівське водосховища загальним об'ємом 393 млн м³,
- На балансі Управління каналу Дніпро–Донбас — Краснопавлівське і Орільське водосховища загальним об'ємом 423,8 млн м³,
- На балансі КП «Комплекс водо-зливової каналізації» Харківського міськвиконкому — Лозовеньківське водосховище об'ємом 5,0 млн м³,
- На балансі СТГО «Південна залізниця» — Бритайське водосховище об'ємом 8,2 млн м³,
- На балансі Міненерго України — озеро Лиман як став-охолоджувач Зміївської ТЕС об'ємом 53,1 млн м³.

Інші 33 водосховища загальним об'ємом 87,21 млн м³, які побудовані за рахунок державних коштів, експлуатувалися радгоспами і колгоспами, та внаслідок реформування сільгосппідприємств стали безгосподарними.
При будівництві водосховищ передбачалось їх комплексне використання, що враховувалось при проектуванні та відображено у водогосподарських паспортах водосховищ. Ці паспорти були розроблені Державним проектно-вишукувальним інститутом «Харківдіпроводгосп» та погоджені Мінводгоспом УРСР.
Основне призначення водосховищ Харківської області — зрошення, риборозведення, рекреація.
Взагалі до комплексного призначення даних водосховищ відноситься:
- Забір води для потреб населення та протипожежних заходів.
- Зрошення та зволоження;
- Водокористування та риборозведення;
- Забезпечення санітарних попусків та рекреація;
- Регулювання рівня води з метою боротьби із повінню;
- Аматорське і спортивне мисливство та рибальство.

## Характеристики водосховищ
| Назва водосховища               | Місцезнаходження      | Площа водозбору, км² | Площа дзеркала, км² | Повний об'єм, млн м³     | Призначення                                               | Відомча належність                |
| ------------------------------- | --------------------- | -------------------- | ------------------- | ------------------------ | --------------------------------------------------------- | --------------------------------- |
| Авангардівське                  | р. Гнилиця            | 67,0                 | 0,40                | 1,50                     | зрошення                                                  |                                   |
| Африканівське                   | балка без назви       |                      | 0,89                | 3,50                     | зрошення, риборозведення                                  | Харківське облводресурсів         |
| Берекське                       | р. Берека             | 250,0                | 3,25                | 9,25                     | зрошення, риборозведення, рекреація                       | Харківське облводресурсів         |
| Бідилівське                     | балка Княжна          | 71,0                 | 0,74                | 1,77                     | зволоження осушених земель, риборозведення                | Харківське облводресурсів         |
| Богодарівське                   | Домаха                | 78,0                 | 1,45                | 3,10                     | зрошення, риборозведення, рекреація                       | Гусарівський ГЗК                  |
| Богуславське                    | р. Лозова             |                      | 0,54                | 3,24                     | зрошення                                                  |                                   |
| Бритайське                      | р. Бритай             | 227,0                | 2,87                | 8,20                     | технічне водопостачання                                   | СТГО «Південна залізниця»         |
| Буряківське                     | р. Орчик              | 41,8                 | 0,66                | 2,48                     | зрошення, риборозведення                                  |                                   |
| В'ялівське                      | р. В'ялий             | 62,0                 | 1,70                | 10,0                     | тех.водопостачання, рекреація, риборозведення             | КП «Харківводоканал»              |
| Василівське                     | р. Бичок              | 122,0                | 0,80                | 2,17                     | зрошення, риборозведення, рекреація                       |                                   |
| Великобурлуцьке                 | р. Великий Бурлук     | 225,0                | 4,10                | 14,2                     | зрошення, риборозведення, рекреація                       | Харківське облводресурсів         |
| Вище-Солонівське                | р. Солона             | 46,8                 | 0,47                | 1,87                     | зрошення, риборозведення, рекреація                       |                                   |
| Вільхівське                     | р. Роганка            | 62,5                 | 1,00                | 2,88                     | зрошення, риборозведення, рекреація                       |                                   |
| Воскресенівське                 | р. Рябина             | 143,0                | 1,58                | 3,77                     | зрошення                                                  |                                   |
| Граківський став-накопичувач    | балка без назви       | 21,2                 | 0,21                | 1,27                     | акумулювання стічних вод                                  | Агрокомбінат «Слобожанський»      |
| Гусинське                       | р. Гусинка            |                      | 0,60                | 2,11                     | зрошення, риборозведення, рекреація                       | Харківське облводресурсів         |
| Жовтневе                        | р. Мокрий Ізюмець     | 58,7                 | 1,04                | 3,80                     | зрошення, риборозведення, рекреація                       |                                   |
| Забродівське                    | р. Мерла              | 1,35                 | 2,08                | зрошення, риборозведення |                                                           |                                   |
| Іванівське                      | р. Гусинка            | 182,0                | 1,35                | 2,60                     | зрошення, риборозведення                                  |                                   |
| Івано-Шийчинське                | р. Братениця          | 100,0                | 1,17                | 1,87                     | риборозведення, рекреація                                 |                                   |
| Кам'янське                      | р. Греківка           | 161,0                | 1,37                | 5,01                     | зрошення, риборозведення                                  |                                   |
| Кобзівське                      | р. Вошива             | 175,0                | 0,62                | 1,71                     | зрошення, риборозведення                                  |                                   |
| Ковалівське                     | р. Ковалівка          | 166,4                | 0,84                | 1,30                     | зрошення, риборозведення                                  |                                   |
| Коробківське                    | балка Солоний Яр      | 16,9                 | 0,24                | 0,82                     | зрошення                                                  | Харківське облводресурсів         |
| Краснопавлівське                | р. Попільня           | 350,0                | 34,0                | 410,0                    | питне водопостачання, риборозведення, рекреація           | Управління каналу Дніпро — Донбас |
| Лозовеньківське                 | р. Лозовенька         | 70,0                 | 1,00                | 5,00                     | риборозведення, рекреація                                 | КП «КВЛК»                         |
| Матвіївське                     | р. Рябина             | 60,6                 | 0,87                | 1,74                     | зрошення, риборозведення                                  |                                   |
| Миколаївське І                  | балка без назви       |                      | 0,63                | 2,10                     | зрошення                                                  |                                   |
| Миколаївське ІІ                 | балка Колодна         | 92,6                 | 0,73                | 2,20                     | зрошення, риборозведення, рекреація                       |                                   |
| Мирошниківське                  | р. Коленівка          | 81,0                 | 0,75                | 1,29                     | зрошення, риборозведення                                  |                                   |
| Михайлівське                    | р. Орчик              | 65,0                 | 0,71                | 1,45                     | зрошення, риборозведення                                  |                                   |
| Морозівське                     | р. Теплянка           | 88,5                 | 1,04                | 3,00                     | зрошення                                                  |                                   |
| Муромське                       | р. Муром              | 193,0                | 4,08                | 14,0                     | зрошення, риборозведення, рекреація                       | Харківське облводресурсів         |
| Ново-Бурлуцьке                  | балка Величків Яр     | 35,8                 | 0,51                | 1,41                     | зрошення, риборозведення                                  |                                   |
| Новомиколаївське                | р. Гусинка            | 50,5                 | 0,56                | 1,41                     | зрошення, риборозведення                                  |                                   |
| Олександрівське                 | р. Мокрий Мерчик      | 194,0                | 3,52                | 11,4                     | зволоження осушених земель, риборозведення                | Харківське облводресурсів         |
| Орільське                       | р. Орілька            | 685,0                | 7,00                | 13,8                     | зрошення, риборозведення, рекреація                       | Управління каналу Дніпро — Донбас |
| Печенізьке                      | р. Сіверський Донець  | 8400,0               | 86,2                | 383,0                    | питне водопостачання, риборозведення, зрошення, рекреація | КП «Харківводоканал»              |
| Пільнянське                     | р. Пільна             | 30,8                 | 0,36                | 1,03                     | зрошення, риборозведення, рекреація                       |                                   |
| Приколотнянське                 | р. Хотімля            |                      | 0,90                | 2,21                     | зрошення, водопостачання                                  |                                   |
| Прудянське                      | р. Прудянка           | 30,0                 | 0,38                | 1,00                     | зрошення                                                  | Харківське облводресурсів         |
| Рогозянське                     | р. Уди                | 540,0                | 6,02                | 15,0                     | зрошення, риборозведення, рекреація                       | Харківське облводресурсів         |
| Слатинське                      | балка Стульнева       | 23,2                 | 0,46                | 1,51                     | зрошення                                                  | Харківське облводресурсів         |
| Став-накопичувач "Степок"       | балка Бузова          | 9,40                 | 0,25                | 1,07                     | зрошення                                                  | Харківське облводресурсів         |
| Став-охолоджувач Зміївської ТЕС | озеро Лиман           | 42,2                 | 12,5                | 53,1                     | технічне водопостачання, охолодження                      | Міненерго України, Зміївська ТЕС  |
| Старовірівське                  | р. Берестовенька      | 115,9                | 1,32                | 2,90                     | зрошення, риборозведення                                  |                                   |
| Старогниличанське               | р. Гнилиця            | 132,0                | 0,95                | 2,36                     | зрошення, риборозведення                                  |                                   |
| Сумське                         | р. Середня Балаклійка | 66,9                 | 1,21                | 1,10                     | зрошення                                                  |                                   |
| Тавільжанське                   | р. Тавільжанка        | 47,0                 | 0,43                | 1,40                     | зрошення, рекреація                                       |                                   |
| Тимофіївське                    | балка без назви       | 93,0                 | 0,80                | 2,90                     | зрошення, риборозведення                                  | Харківське облводресурсів         |
| Трав'янське                     | р. Харків             | 240,0                | 5,92                | 22,2                     | зрошення, риборозведення, рекреація                       | Харківське облводресурсів         |
| Трудолюбівське                  | р. Ковалівка          | 107,0                | 0,82                | 2,23                     | зрошення, риборозведення, рекреація                       | Харківське облводресурсів         |
| Уплатнівське                    | балка безіменна       | 62,0                 | 0,69                | 1,30                     | риборозведення, рекреація                                 |                                   |
| Чистоводівське                  | р. Мокрий Ізюмець     | 103,0                | 0,83                | 1,72                     | зрошення, риборозведення                                  |                                   |
| Шийківське                      | балка Лиманська       |                      | 1,18                | 4,10                     | риборозведення, рекреація                                 |                                   |
| Шевелівське                     | р. Чепель             |                      | 0,49                | 1,35                     | зрошення, регулювання стоку, протиерозія                  |                                   |